# Fotonika
Fotonika – interdyscyplinarna dziedzina nauki i techniki, łącząca dokonania optyki, elektroniki i informatyki w celu opracowywania technik i urządzeń wykorzystujących promieniowanie elektromagnetyczne (oprócz radiowego) do przenoszenia i przetwarzania informacji.
W pewnym sensie można powiedzieć, że fotonika jest rozwinięciem elektroniki z zastosowaniem fotonów zamiast elektronów. Fotonika jest w dużym stopniu tożsama z optoelektroniką, aczkolwiek fotonika nie ogranicza się tylko do styku elektroniki z optyką, lecz zajmuje się wszystkim co ma związek z fotonami i przetwarzaniem informacji.
W szczególności, w obszarze fotoniki leży:
- opracowywanie technik gromadzenia i przetwarzania obrazu
- konstruowanie urządzeń pomiarowych wykorzystujących promieniowanie elektromagnetyczne
- opracowywanie technik gromadzenia informacji z użyciem promieniowania elektromagnetycznego
- badania nad optycznymi zamiennikami elementów elektronicznych, które docelowo mogą doprowadzić do budowy komputera kwantowego.

## Geneza
Powstanie i rozwój fotoniki było możliwe dzięki wynalezieniu w 1960 roku lasera, rozwinięciu techniki światłowodowej oraz technologii wytwarzania elementów półprzewodnikowych.
Za jedną z przyczyn powstania i rozwoju fotoniki jako odrębnej dziedziny wiedzy można upatrywać dążenie do przesyłania informacji z częstotliwością powyżej 300 GHz, która uznawana jest za częstotliwość graniczną, z jaką można przesyłać informację za pomocą elektronu, czym zajmuje się elektronika. Przejście do wyższych częstotliwości wiąże się z użyciem fali o mniejszej długości (fali świetlnej) i zmiany nośnika, którym staje się foton.

## Korzyści wynikające z zastosowania rozwiązań fotoniki
Wyższe częstotliwości nadawania i odbierania sygnału w stosunku do częstotliwości stosowanych w elektronice umożliwiają przesyłanie większej ilości danych w jednostce czasu. Ważną cechą sygnału optycznego jest też niewrażliwość na szumy elektryczne – fala optyczna zauważalnie reaguje tylko na pole elektryczne oraz magnetyczne o dużych natężeniach (zjawiska Faradaya i Kerra).
Poza tym rozwiązania fotoniki umożliwiają też wprowadzenie nowych technik przetwarzania informacji dzięki stosowaniu nie tylko modulacji czasowej, jak ma to miejsce w elektronice, ale także modulacji przestrzennej, lub dwóch powyższych jednocześnie. Ostatni wariant umożliwia obecnie przesyłanie informacji w trzech wymiarach, za pomocą zmiennego w czasie dwuwymiarowego zbioru bitów, lub, teoretycznie, w czterech wymiarach z wykorzystaniem modulacji czasowej i holografii.
Potencjalnie możliwe jest też przesyłanie bitów w wolnej przestrzeni, bez użycia przewodów do kanalizowania każdego bajtu w oddzielnym torze, jednak obecnie takie rozwiązanie jest ograniczone nierozwiązanymi problemami związanymi z adresowaniem.

## Problemy i ograniczenia współczesnej fotoniki
Jednym z głównych, wciąż nierozwiązanych problemów, jest budowa odbiorników o odpowiednio krótkim czasie reakcji, co uniemożliwia pełne wykorzystanie możliwości, jakie daje światło w dziedzinie przesyłu informacji. Współczesne lasery oferują możliwość generowania światła o bardzo dużych częstotliwościach fali, jednak nie istnieją odbiorniki zdolne do detekcji amplitudy i fazy tak szybko zmieniającej się w czasie fali, wobec czego odbiorniki budowane współcześnie rejestrują jedynie średnią wartość jej mocy w czasie, który jest znacznie dłuższy od okresu jej oscylacji.
W przypadku przesyłania informacji w czterech wymiarach (patrz: geneza) problemem jest brak nośnika pamięci holograficznej umożliwiającego odczyt i zapis danych, charakteryzującego się odpowiednio krótkim czasem dostępu.